# (73912) 1997 GV28
(73912) 1997 GV28 – planetoida z pasa głównego asteroid okrążająca Słońce w ciągu 3,82 lat w średniej odległości 2,44 j.a. Odkryta 8 kwietnia 1997 roku.